# Cratere Kapteyn
Kapteyn è un cratere lunare di 48,65 km situato nella parte sud-orientale della faccia visibile della Luna.
Il cratere è dedicato all'astronomo olandese Jacobus C. Kapteyn.

## Crateri correlati
Alcuni crateri minori situati in prossimità di Kapteyn sono convenzionalmente identificati, sulle mappe lunari, attraverso una lettera associata al nome.
| Kapteyn | Coordinate            | Diametro (in km) |
| ------- | --------------------- | ---------------- |
| A       | 14°09′00″S 71°16′48″E | 30,86            |
| B       | 15°34′48″S 71°00′00″E | 39,91            |
| C       | 13°19′48″S 70°15′00″E | 43,94            |
| D       | 14°36′36″S 70°34′12″E | 12,26            |
| E       | 8°49′48″S 69°15′36″E  | 36,55            |
| F       | 14°26′24″S 70°19′12″E | 8,6              |
| K       | 13°04′48″S 71°57′00″E | 7,17             |
| Z       | 11°12′36″S 72°33′36″E | 6,65             |